# Търиф
Търиф (на английски: Turriff; на шотландски: Turra; на шотландски келтски: Torraibh, Baile Thurra) е град и община в Обединено кралство Великобритания и Северна Ирландия, район Шотландия, област Абърдийншър. През 2016 г. градът има 4960 жители.